# Deudorix concolor
Deudorix concolor är en fjärilsart som beskrevs av James John Joicey och Talbot 1917. Deudorix concolor ingår i släktet Deudorix och familjen juvelvingar. Inga underarter finns listade i Catalogue of Life.